# جون س. هانلي
جون C. هانلي (بالإنجليزية: John C. Hanley)‏ عميد في جيش الولايات المتحدة الاحتياطي.
بينما كان في مهمة مع الفرقة المحمولة جوا 101 (الاعتداء الجوي) تم نشره للعمل في حرب الخليج الثانية.
بعد الانتهاء مهمته كقائد لواء مع قسم التدريب 75 (قيادة البعثة) تم تعيينه كمدير برنامج مكتب مدير برنامج قوات أمن المرافق في المملكة العربية السعودية.